# Ben Davies
Benjamin Thomas Davies (Neath, 1993. április 24. –) walesi válogatott labdarúgó, aki a Tottenham Hotspur játékosa.

## Sikerei, díjai
- Swansea City
  - Angol ligakupa: 2012–13

- Tottenham Hotspur
  - Európa-liga: 2024–25